# Stichopogon gymnurus
Stichopogon gymnurus là một loài ruồi trong họ Asilidae. Stichopogon gymnurus được Oldroyd miêu tả năm 1948. Loài này phân bố ở miền Ấn Độ - Mã Lai.